# Neckeropsis pusilla
Neckeropsis pusilla là một loài Rêu trong họ Neckeraceae. Loài này được (Mitt.) Broth. ex Paris miêu tả khoa học đầu tiên năm 1904.